# غويدو بورغشتالر
غويدو برغشتالر (بالألمانية: Guido Burgstaller)‏ (29 أبريل 1989 النمسا - ) هو لاعب كرة قدم نمساوي، يلعب كلاعب وسط.

## وصلات خارجية
غويدو بورغشتالر على موقع الاتحاد الأوربي (الإنجليزية)
- غويدو بورغشتالر على موقع قاعدة بيانات كرة القدم.إي يو (الإنجليزية)
- غويدو بورغشتالر على موقع بيانات كرة القدم. دي إي (الألمانية)
- غويدو بورغشتالر على موقع ناشيونال فوتبول تيمز (الإنجليزية)
- غويدو بورغشتالر على موقع Soccerbase.com (لاعب) (الإنجليزية)
- غويدو بورغشتالر على موقع Soccerway.com (الإنجليزية)
- غويدو بورغشتالر على موقع عالم كرة القدم.نت (الإنجليزية)
- غويدو بورغشتالر على موقع AS.com (الإسبانية)